# Jules Croy Emony Mondanga
Jules Croy Emony Mondanga est une personnalité politique de la République démocratique du Congo sous le régime de Mobutu Sese Seko. Fils d'Antoine Mondanga, il voit le jour le 25 octobre 1938 à Kananga (ex-Luluabourg).
Licencié en sciences économiques de l'Université Lovanium avec distinction en 1963, il est engagé la même année à la Banque centrale du Congo et est affecté à la direction du Crédit.
Il occupe le poste de directeur de la direction du Crédit en 1968, directeur de cabinet du gouverneur en 1970, membre du comité de direction générale de la Banque Centrale en 1971, président-directeur général (PDG) de l'Office des Petites et Moyennes Entreprises Zaïroises (OPEZ) en 1974, Ministre des Finances en 1977, gouverneur de la Banque Centrale en 1979, Ministre du Commerce Extérieur puis du Portefeuille en 1981, PDG de l'Institut National de Sécurité Sociale (INSS) en 1982 et PDG de l'Office de Gestion de la Dette Publique (OGEDEP) en 1988.
Il prendra sa retraite anticipée en 1991 après s'être fait opérer d'une tumeur cancéreuse. Il meurt le 15 août 1999.